# Paul Bourget
Paul Bourget (n. 2 septembrie 1852 - d. 25 decembrie 1935) a fost un scriitor francez, membru al Academiei Franceze din 1894.

## Opera

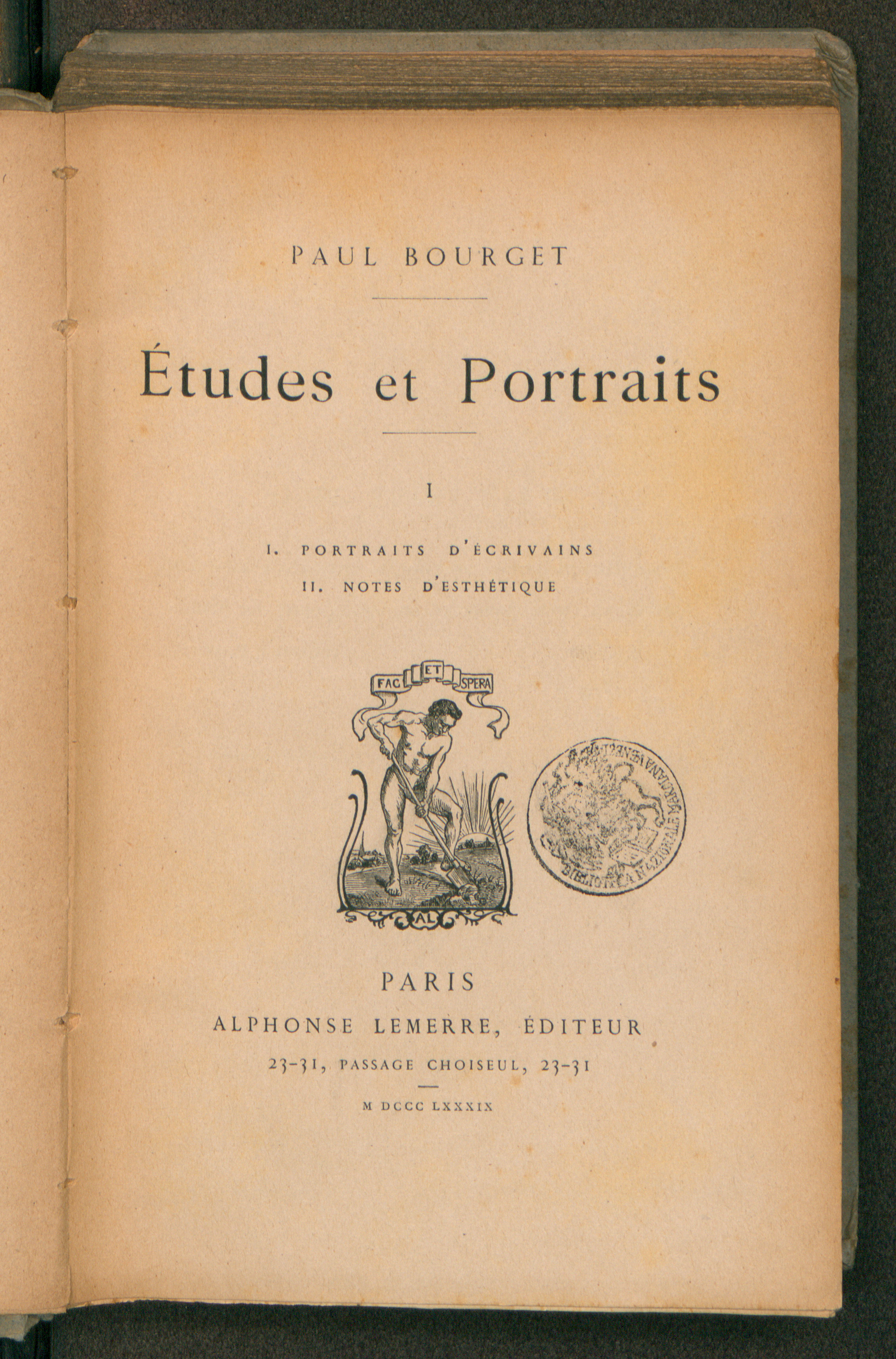
Études et portraits, 1889

### Poezie
- 1875: Viață neliniștită ("La Vie inquiète");
- 1878: Edel ("Edel");
- 1882: Orbii ("Les Aveux").

### Romane
- 1885: Crudă enigmă ("Cruelle Énigme");
- 1886: O crimă pasională ("Un crime d'amour");
- 1887: André Cornélis ("André Cornélis");
- 1887: Minciuni ("Mensonges");
- 1889: Discipolul ("Le Disciple");
- 1893: Cosmopolis ("Cosmopolis");
- 1892: Pământul făgăduinței ("La Terre Promise");
- 1896: O idilă tragică ("Une Idylle tragique");
- 1898: Ducesa albastră ("La Duchesse Bleue");
- 1902: Etapa ("L'Étape");
- 1904: Un divorț ("Un divorce");
- 1907: Emigratul ("L'émigré");
- 1914: Demonul amiezii ("Le Démon de midi");
- 1915: Sensul morții ("Le Sens de la mort");
- 1918: Némésis ("Némésis");
- 1921: O dramă în lume ("Un drame dans le monde");
- 1924: Faptele ne urmează ("Nos actes nous suivent")

### Nuvele
- 1884: Ireparabilul ("L'irréparable");
- 1889: Pasteluri ("Pastels");
- 1891: Noi pasteluri ("Nouveaux pastels");
- 1898: Complicații sentimentale ("Complications sentimentales");
- 1900: Drame de familie ("Drames de famille");
- 1900: Un om de afaceri ("Un homme d'affaires");
- 1900: Monique ("Monique");
- 1902: Apa adâncă ("L'Eau profonde");
- 1905: Cele două surori ("Les Deux Sœurs").

### Eseuri
- 1883: Eseuri de psihologie contemporană ("Essais de psychologie contemporaine");
- 1886: Noi eseuri de psihologie contemporană ("Nouveaux Essais de psychologie contemporaine");
- 1891: Studii și portrete ("Études et Portraits");
- 1912: Pagini de critică și doctrină ("Pages de critique et de doctrine");
- 1912: Noi pagini de critică și doctrină ("Nouvelles Pages de critique et de doctrine").